# Бобан Николов
Бобан Николов (мак. Бобан Николов, нар. 28 липня 1994, Штип, Північна Македонія) — північномакедонський футболіст, півзахисник молдовського клубу «Шериф» та національної збірної Північної Македонії.

## Ігрова кар'єра

### Клубна
Бобан Николов грати у футбол почав у Македонії. У 2010 році він переїхав до Румунії, де приєднався до Академія Георге Хаджі, що являється центром підготовки молодих футболістів для клубу «Віїторул». З яким за два роки Бобан підписав повноцінний контракт і в березні 2013 року дебютував у чемпіонаті Румунії.
За три роки на правах вільного агента Николов повернувся на батьківщину, де уклав угоду з клубом «Вардар». З ним футболіст двічі вигравав національний чемпіонат.
На початку 2018 року Николов приєднався до складу угорського клубу «МОЛ Фегервар», який на той момент носив назву «Відеотон».
Провівши в Угорщині три роки, у січні 2021 Николов перейшов до складу італійського клубу із Серії В - «Лечче», а вже 20 серпня того ж року перебрався до Молдови, де уклав контракт із «Шерифом».

### Збірна
29 травня 2016 року Бобан Николов дебютував у складі національної збірної Північної Македонії. Свій перший гол у національній команді Бобан забив у березні 2017 у ворота збірної Ліхтенштейну у матчі відбору до чемпіонату світу 2018 року.

## Досягнення
Вардар
- Чемпіон Македонії: 2015-16, 2016-17
- Переможець Суперкубка Македонії: 2015

Фегервар
- Чемпіон Угорщини: 2017-18
- Володар Кубка Угорщини: 2018-19

Шериф
- Чемпіон Молдови: 2021-22
- Володар Кубка Молдови: 2021-22